# 伊麗莎白女王嶺
伊麗莎白女王嶺（英語：Queen Elizabeth Range）是南極洲的山脈，屬於亞歷山德拉皇后山脈的一部分，長160公里，面積17,800平方公里，最高點是海拔高度4,351米的馬卡姆山。